# Червово
Червово — село в Кытмановском районе Алтайского края. Административный центр Червовского сельсовета.

## География
Расположено в западной части района, на берегах реки Большегорской (Белоглинки). Абсолютная высота — 215 метров над уровнем моря.

## История
Основано в 1776 году. В 1926 году в селе имелось 201 хозяйство и проживало 1079 человек (541 мужчина и 538 женщин). В национальном составе населения того периода преобладали русские. Действовала школа I ступени. В административном отношении являлось центром Червовского сельсовета Косихинского района Барнаульского округа Сибирского края.

## Население
| 1926 | 1997  | 1998  | 1999  | 2000  | 2001 | 2002 | 2003 | 2004 | 2005 |
| ---- | ----- | ----- | ----- | ----- | ---- | ---- | ---- | ---- | ---- |
| 1079 | ↘1054 | ↘1048 | ↘1044 | ↘1006 | ↘982 | ↘942 | ↘902 | ↘870 | ↘813 |
| 2006 | 2007  | 2008  | 2009  | 2010  | 2011 | 2012 | 2013 | 2014 | 2015 |
| ↗827 | ↘807  | ↘755  | ↘723  | ↘646  | ↘644 | ↘620 | ↘615 | ↘580 | ↘543 |
| 2016 | 2017  | 2018  | 2019  | 2020  | 2021 |      |      |      |      |
| ↘533 | ↗535  | ↘521  | ↘490  | ↘487  | ↘478 |      |      |      |      |

Национальный состав
Согласно результатам переписи 2002 года, в национальной структуре населения русские составляли 94 %.